# Нарышкина, Анна Никитична
Анна Никитична Нарышкина (1730—1820) — гофмейстерина, жена обер-шенка Александра Александровича Нарышкина.

## Биография
Родилась 10 (21) февраля 1730 года в семье генерал-майора Никиты Ивановича Румянцева и Марии Васильевны, урождённой княжны Мещерской; была двоюродной сестрой графа Румянцева-Задунайского.
В детстве попала ко Двору и 8 октября 1749 года была выдана замуж за Александра Александровича Нарышкина, приходившегося внучатным братом императрице Елизавете Петровне и внучатным дядей наследнику престола, великому князю Петру Фёдоровичу. Венчание совершилось в Москве, в Анненгофской дворцовой церкви, в присутствии царской фамилии, и великая княгиня Екатерина Алексеевна (впоследствии императрица Екатерина II) довольно подробно останавливается в своих «Записках» на воспоминании о свадьбе Анны Никитичны, с которой впоследствии дружески сошлась. Первыми шагами к их сближению послужило назначение в 1749 году А. А. Нарышкина гофмейстером к Великому князю. В конце 1755 года Екатерина Алексеевна часто бывала по вечерам у Анны Никитичны при содействии которой устраивались свидания великой княгини с Понятовским. Когда великий князь Пётр Фёдорович вступил на престол, Анна Никитична с мужем стояли, вероятно, ближе к его двору, чем ко двору Екатерины Алексеевны, и ничего не знали о заговоре, во главе которого находились Орловы. Это, по-видимому, нисколько не повлияло на расположение Екатерины II к Нарышкиным: отношения их остались те же и Анна Никитична стала играть ещё большую роль в кругу близких лиц, окружавших императрицу. Её дом на Исаакиевской площади сделался одним из оживлённейших мест. Императрица часто посещала Анну Никитичну как в её петербургском доме, так и особенно на даче Красная мыза. Здесь Екатерина без ведома хозяйки велела в 1788 году поставить мраморную колонну, воспетую Державиным. К посредничеству Нарышкиной императрица прибегала во время разрыва с Мамоновым, место которого при покровительстве Анны Никитичны занял Платон Зубов.
«В торжественный день миропомазания и бракосочетания великой княгини Натальи Алексеевны (супруги Павла Петровича)» Анна Никитична была пожалована 15 сентября 1773 года в статс-дамы. Летом 1784 года во время болезни Екатерины II она постоянно находилась при ней. Получила орден Св. Екатерины 20 марта 1787 года; 12 ноября 1796 года стала гофмейстериной Высочайшего Двора.
Нарышкина была хозяйкой села Тарутина, где в 1812 году произошло сражение между русскими и французскими войсками.
Брак с А. А. Нарышкиным был бездетен. Екатерина II писала, что «брак Нарышкиных имел не более последствий, чем её, но если её положение изменилось через девять лет после свадьбы, то Нарышкина и поныне находится в том же положении, хотя уже 24 года, как замужем». В 1765 году при дворе по рукам ходило сатирическое сочинение о «неколебимом девстве» госпожи Нарышкиной.
Овдовев, жила в доме своего двоюродного племянника Н. П. Румянцева на Английской набережной, где и скончалась 8 (20) февраля 1820 года) в С.-Петербурге и погребена в Александро-Невской лавре, в палатке Благовещенской церкви.